# راجر دی. برانیگین
راجر داگلاس برانیگین (Roger Douglas Branigin)‏ (۲۶ ژوئیه ۱۹۰۲–۱۹ نوامبر ۱۹۷۵)، سیاستمدار آمریکایی بود که از ۱۱ ژانویه سال ۱۹۶۵ تا ۱۳ ژانویه ۱۹۶۹ به عنوان چهل و دومین فرماندار ایالت ایندیانا خدمت کرد. برانیگین که کهنه سرباز جنگ دوم جهانی و یک سخنران عمومی سرشناس بود، در یک مجمع عمومی حزب دموکرات برای نخستین بار پس از رکود بزرگ که دموکرات‌ها قوه اجرائیه و مقننه دولت ایالتی ایندیانا را در کنترل داشند، به قدرت رسید. برانیگین یک دموکرات محافظه‌کار بود که بر الغای مالیات بر اموال شخصی ایالتی بر کالاهای خانگی نظارت کرد، دسترسی به آموزش را افزایش داد و به ساخت و ساز بندرگاه آب‌های عمیق ایندیانا در لنگرگاه هاربر در دریاچهٔ میشیگان را آغاز کرد. برانیگین در جریان یک دوره تصدی به عنوان فرماندار، صد مرتبه از قدرت وتوی خود استفاده کرد که یک شماره رکورد برای یک دوره واحد است. برانیگین آخرین دموکراتی بود که الی زمان به قدرت رسیدن ایون بای در سال ۱۹۸۹، به عنوان فرماندار ایندیانا خدمت کرد.
برانیگین در سال ۱۹۶۸ زمانی‌که در انتخابات مقدماتی ریاست‌جمهوری حزب دموکرات ایالت ایندیانا به نیابت از لیندون بی. جانسون کاندید شد، در سطح ملی مطرح شد. جانسون در ۳۱ ماه مارس سال ۱۹۶۸ از دور رقابت خارج شد اما برانیگین به‌عنوان کاندید نامزد ریاست‌جمهوری به نیابت از وی علیه رابرت اف. کندی و یوجین مک‌کارتی وارد رقابت شد. برانیگین امیدوار بود که تلاش‌هایش نقش قوی تری برای ایالت ایندیانا در کنوانسیون ۱۹۶۸ حزب دموکرات در شیکاگو کسب نماید. برانیگین در انتخابات مقدماتی پس از کندی در جایگاه دوم قرار گرفت. پس از ختم دورهٔ فرمانداریش، به لافایت برگشت در آنجا وکالت خصوصی را از سر گرفت و به فعالیت‌های مدنی پرداخت و به عنوان رئیس اتاق بازرگانی لافایت بزرگ و شورای دسته مردم ایندیانا پیشاهنگی پسران آمریکا خدمت کرد. برانیگین به‌عنوان متولی کالج فرانکلین، دانشگاه پردو و انجمن تاریخی ایندیانا نیز کار کرد.

## اوایل زندگی
برانیگین در ۲۶ ژوئیه ۱۹۰۲ در شهرک فرانکلین ایالت ایندیانا متولد شد. پدر برانیگین حقوق‌دان، معلم و تاریخ‌نویس غیر حرفه‌ای بود. برانیگین در مدارس دولتی محلی پذیرفته شد و در سال ۱۹۱۹ از دبیرستان فارغ شد و در کالج فرانکلین که در همان نزدیکی‌ها موقعیت داشت ثبت نام کرد و در رشتهٔ اسپانیایی، فرانسوی و تاریخ تحصیل کرد. برانیگین در انجمن کارهای نقاشی و هنری مدرسه نیز شرکت می‌ورزید. پس از فراغت از کالج فرانکلین در سال ۱۹۲۳، در دانشکدهٔ حقوق دانشگاه هاروارد ثبت نام کرد و در سال ۱۹۲۶ مدرک کارشناس حقوق را از این دانشگاه بدست آورد. برانیگین به ایالت ایندیانا برگشت و در ادارهٔ دادستانی شهرستان ایندیانا به کار آغاز کرد و سه سال در آنجا ماند. در ۲ نوامبر سال ۱۹۲۹ با جوزفین ماردیس، فارغ‌التحصیل کالج فرانکلین ازدواج کرد. این زوج دو پسر بنام‌های روگر جونیور و رابرت داشتند.
برانیگین در سال ۱۹۳۰ به‌عنوان وکیل بانک زمین فدرال و اداره اعتبار مزرعه در لوییویل ایالت کنتاکی مشغول به کار شد. به زودی به مشاور عمومی بانک ارتقا یافت و به منطقه پنج ایالت سفر کرد و سخنرانی‌های ایراد کرد. در سال ۱۹۳۸ به‌منظور پیوستن در یک شرکت حقوقی در لافایت ایندیانا، از بانک کناره‌گیری کرد. برانیگین، شریک شرکت حقوقی استورات، برانیگین، ریکز و شیلینگ شد. در شروع جنگ دوم جهانی به ارتش ایالات متحده پیوست و به بخش قراردادی دادستانی دادگاه نظامی در واشینگتن دی. سی گماشته شد و با کسب درجهٔ سرهنگ دوم رئیس شعبه حقوقی سپاه انتقالات یا ترابری ارتش شد. برانیگین پس از جنگ به وکالت خود در لافیابت برگشت.

## زندگی سیاسی
برانیگین به‌عنوان یک دموکرات با سابقه در سیاست‌های محلی و ایالتی فعال بود. در سال ۱۹۴۸ رئیس کنوانسیون ایالتی دموکرات‌ها بود. پس از این‌که هنری اف. شریکر، کاندید انتخابات فرمانداری در همان سال برندهٔ انتخابات شد، برانیگین را رئیس حفاظت از منابع طبیعی ایالت منصوب کرد. وی به‌عنوان رئیس انجمن کانون وکلای ایندیانا نیز خدمت کرد. در سال ۱۹۵۶ وارد رقابت نامزدی فرمانداری حزب دموکرات شد اما توسط رالف تاکر شکست خورد.

## فرماندار ایندیانا
برانیگین در کنوانسیون ایالتی حزب دموکرات در سال ۱۹۶۴ در نخسیتن رای‌گیری برندهٔ نامزدی فرمانداری شد. ریچارد اْ. ریستین، نائب فرماندار آن زمان رقیب جمهوری‌خواه برانیگین، در مجلس سنای ایالتی ایندیانا رای گره شکن (رای که برای برهم زدن وضعیت مساوی برای مشخص شدن برندهٔ نهایی داده داده می‌شود) داده بود که در اثر آن رای مالیات بر فروش مجاز شد که یک تصمیم منفور در بین رای‌دهندگان بود. برانیگین در جریان کمپین انتخاباتی بر ریستین به‌خاطر سابقه بالا بردن مالیات، حمله کرد. علاوه بر این، برانیگین حمایت روزنامهٔ به‌طور سنتی جمهوری‌خواه بنام ایندیان پولیس استار و چندین روزنهٔ دیگر را بدست آورد و به وی کمک کرد با که بزرگترین تفاوت رای در تاریخ ایالت در آن زمان برندهٔ انتخابات شود. سرود کمپین انتخاباتیش از آهنگ بلوز واک رایتا ان اقتباس شده بود. برای نخستین بار از سال ۱۹۳۸ به این‌طرف دموکراتان کنترل مجلس قانون‌گذاری ایندیانا را نیز بدست گرفتند.
برانیگین پس از به قدرت رسیدن، ثابت ساخت که محافظه‌کار تر از دوران رهبری خود در مجلس قانون‌گذاری است. به صد لایحهٔ بی‌سابقه شامل لایحهٔ قانونی سازی سقط جنین، لایحهٔ ممنوعیت مجازات اعدام و قوانین حمایت از اتحادیه، رای داد. علیرغم اختلاف نظر با مجلس قانون‌گذاری در رابطه با بسیاری از مسائل، برانیگین تعدادی از دستورهای کار خود را به قانون تبدیل کرد. با موفقیت از بورسیه‌های به حمایت مالی ایالت برای تحصیلات عالی حمایت کرد، اختیارات کمیسیون حقوق مدنی ایالت را افزایش داد، سیستم زندان ایالت را بهبود بخشید، سیستم شاهراه‌های بزرگ ایالت را توسعه داد، مالیات ثابت سرانه را منسوخ کرد و یک‌تعداد پارک‌های دولتی جدید و نواحی حفاظت شده طبیعی را ایجاد کرد. در جریان دورهٔ فرمانداری خود، برانیگین از الغای مالیات بر دارایی شخصی نظارت کرد و کار را روی بندرگاه ایندیانا نخستین لنگرگاه آب‌های عمیق ایالتی در دریاچه مشیگان آغاز کرد.

## کاندید ریاست‌جمهوری
در اوایل ماه مارس سال ۱۹۶۸، رئیس‌جمهور لیندی جانسون از برانیگین خواست تا به نیابت از وی در انتخابات مقدماتی حزب دموکرات ایالت ایندیانا کاندید شود. برانیگین این درخواست را پذیرفت و به‌عنوان کاندید هوزیر (لقب مردم ایندیانا) به نمایندگی از مردم ایندیانا به دلگرمی کمپین نمود. در ۳۱ ماه مارس پس از اعلام کناره‌گیری جانسون از رقابت‌ها در انتخابات، برانیگین به امید کنترل آرای ایالت در کنوانسیون حزب دموکرات در اواخر همان سال در شیکاگو، به کمپین خود ادامه داد. برانیگین علیرغم کمپین نفس‌گیر و سبقت ابتدائی در نظرسنجی‌ها، انتخابات مقدماتی ایندیانا را به رابرت کندی باخت. برانیگین در مقایسه با ۳۲۸٬۱۱۸ رای کندی ۲۳۸٬۷۰۰ رای بدست آورد اما جلوتر از یوجین مک‌کارتی سوم، قرار گرفت.

## اواخر زندگی

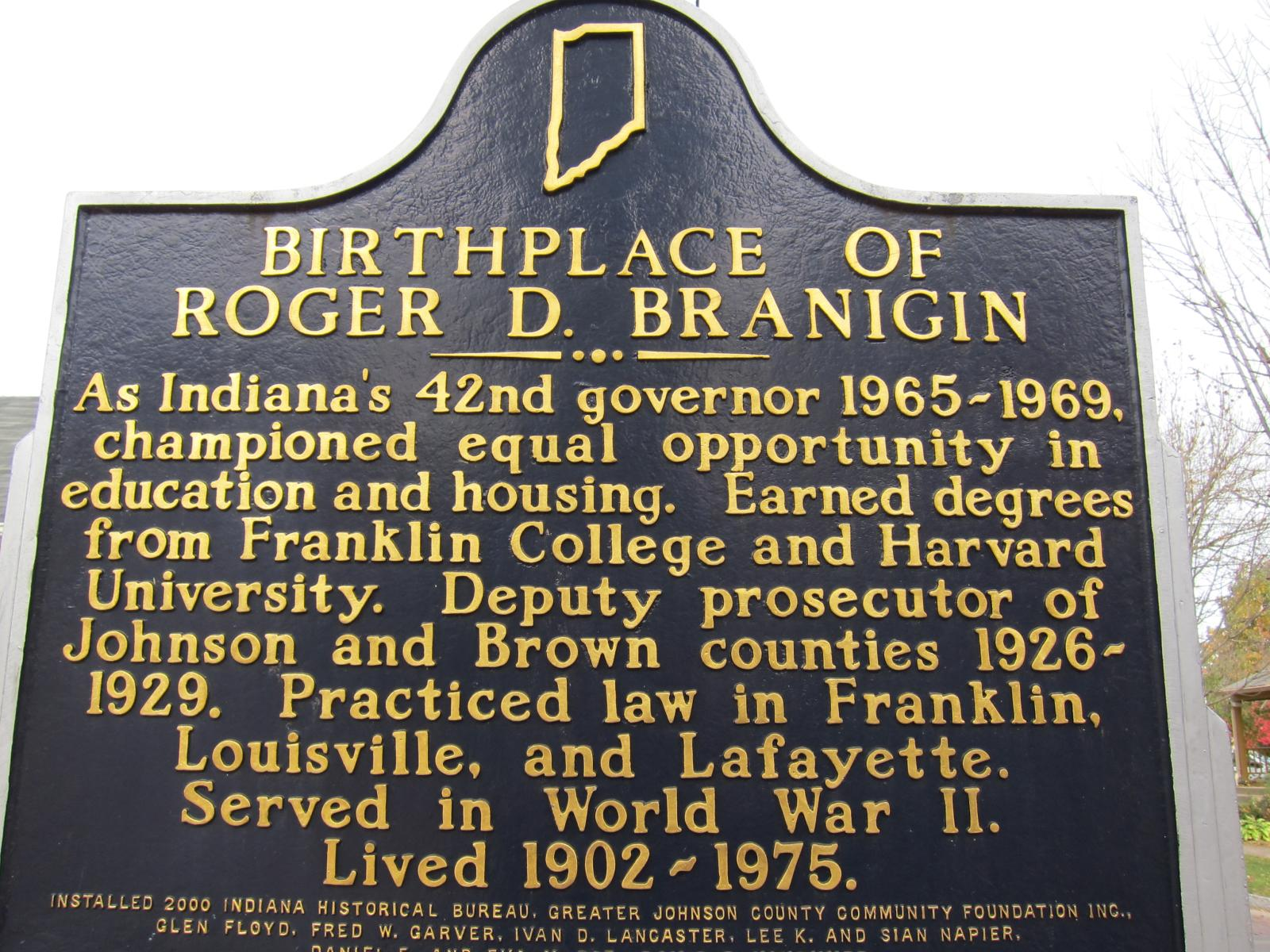
یاد بود نصب شده برای بزرگداشت برانیگین در 2000.

برانیگین پس از ترک سیاست یکبار دیگر به وکالت خود به لافایت برگشت. در سال‌های بعد، به عنوان رئیس اتاق تجارت لافایت بزرگ، شورای دسته مردم ایندیانا پیشاهنگی پسران آمریکا و عضو هیئت کالج فرانکلین و دانشگاه پردو خدمت کرد. برانیگین در طول زندگی خود مجموع بزرگی از کتاب‌ها را جمع کرد که بعدها آن‌ها را به کتابخانه کالج فرانکلین وقف کرد. وی از سال ۱۹۶۵ الی زمان مرگش به‌عنوان عضو هیئت امنای انجمن تاریخی ایندیانا، نیز خدمت کرد. برانیگین در ۱۹ نوامبر سال ۱۹۷۵ در لافایت فوت کرد و در قبرستان گرینلاون درزادگاهش در فرانکلین ایالت ایندیانا به خاک سپرده شد. در جریان دههٔ ۱۹۹۰، پل برانیگین، یک پل بزرگ‌راه در شهرستان تیپکانو در ایالت ایندیانا به افتخار وی نام‌گذاری شد.